# Natação nos Jogos Olímpicos de Verão de 2008 - 50 m livre masculino
A competição dos 50 metros livre masculino  nos Jogos Olímpicos de Verão de 2008 foi disputada nos dias 14 e teve sua final no dia 16 de agosto, às 10h39 da manhã.

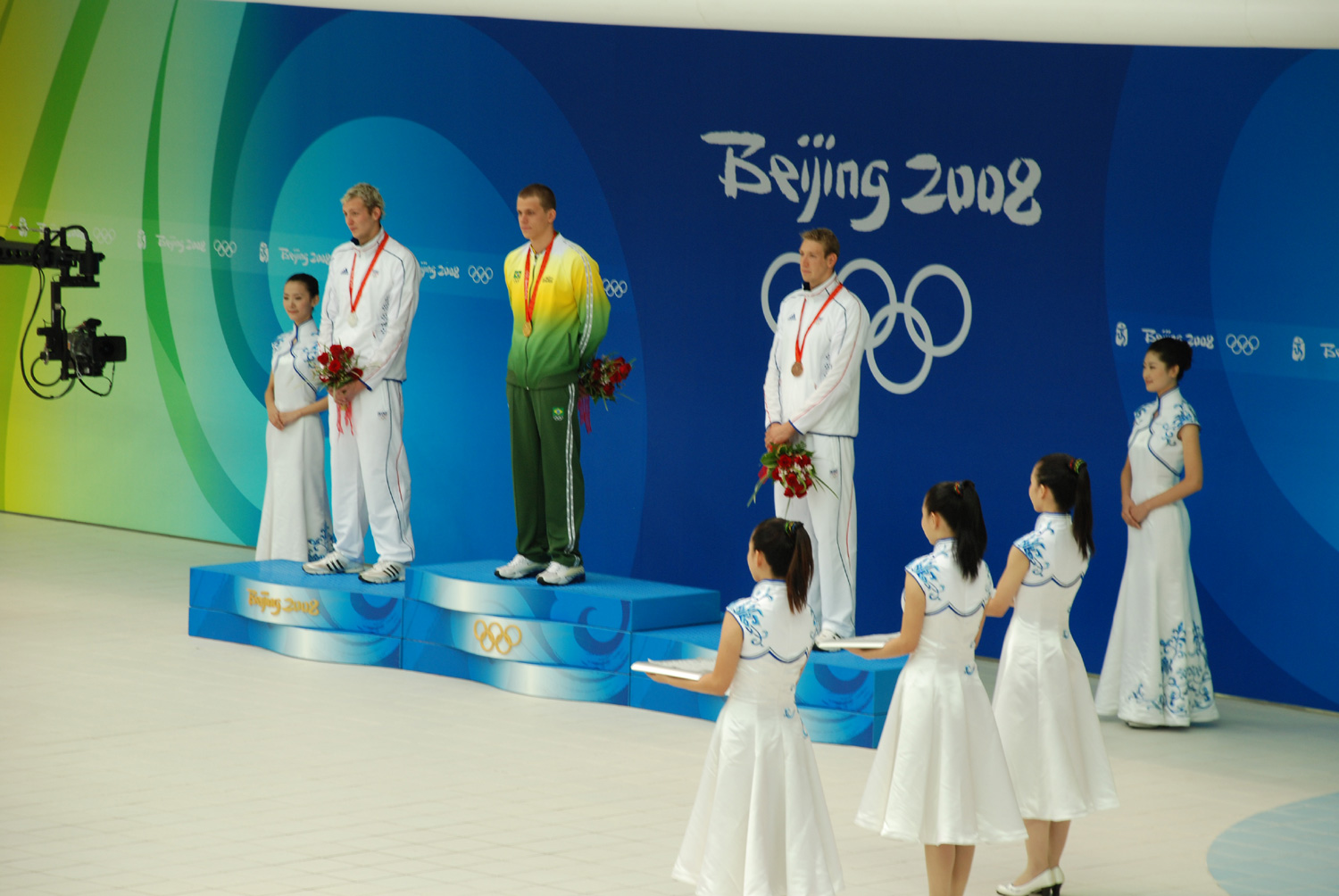
Cerimónia de medalhas César Cielo Filho (centro), Amaury Leveaux (esq) e Alain Bernard (dta)

## Medalhistas
| Ouro   | BRA César Cielo Filho |
| Prata  | FRA Amaury Leveaux    |
| Bronze | FRA Alain Bernard     |

## Recordes
Antes desta competição, os recordes mundiais e olímpicos da prova eram os seguintes:
| Tipo | Atleta          | Tempo | Local     | Data                |
| ---- | --------------- | ----- | --------- | ------------------- |
|      | Eamon Sullivan  | 21,28 | Sydney    | 28 de março de 2008 |
|      | Alexander Popov | 21,91 | Barcelona | 30 de julho de 1992 |

Os segintes recordes mundiais e/ou olímpicos foram estabelecidos após a competição:
| Tipo | Atleta            | Tempo | Local  | Data                 |
| ---- | ----------------- | ----- | ------ | -------------------- |
|      | Eamon Sullivan    | 21,28 | Sydney | 28 de março de 2008  |
|      | César Cielo Filho | 21,30 | Pequim | 15 de agosto de 2008 |

## Eliminatórias

### Eliminatória 1
| Pos. | Raia | Nome         | País          | Tempo | Notas |
| ---- | ---- | ------------ | ------------- | ----- | ----- |
| 1    | 4    | Alois Dansou | BEN Benim     | 24.54 |       |
| 2    | 5    | Omar Jasim   | BRN Bahrein   | 24.65 |       |
| 3    | 3    | Omar Nunez   | NCA Nicarágua | 26.00 |       |

### Eliminatória 2
| Pos. | Raia | Nome                         | País                               | Tempo | Notas |
| ---- | ---- | ---------------------------- | ---------------------------------- | ----- | ----- |
| 1    | 3    | Thepphithak Chindavong       | LAO Laos                           | 29.31 |       |
| 2    | 6    | Rene Jacob Yougbara          | BUR Burquina Fasso                 | 30.08 |       |
| 3    | 4    | Abdulsalam Al Gadabi         | YEM Iêmen                          | 30.63 | NR    |
| 4    | 5    | Mohamed Alhousseini Alhassan | NIG Níger                          | 30.90 |       |
| 5    | 2    | Kareem Valentine             | ANT Antígua e Barbuda              | 31.23 |       |
| 6    | 7    | Stany Kempompo Ngangola      | COD República Democrática do Congo | 35.19 |       |

### Eliminatória 3
| Pos. | Raia | Nome                  | País            | Tempo | Notas |
| ---- | ---- | --------------------- | --------------- | ----- | ----- |
| 1    | 5    | Charlton Nyirenda     | MAW Malawi      | 27.46 |       |
| 2    | 3    | Jackson Niyomugabo    | RWA Ruanda      | 27.74 |       |
| 3    | 7    | Khalid Yahya Rushaka  | TAN Tanzânia    | 28.50 |       |
| 4    | 6    | Dwayne Benjamin Didon | SEY Seicheles   | 28.95 |       |
| 5    | 8    | Mohamed Coulibaly     | MLI Mali        | 29.09 |       |
| 6    | 1    | Alisher Chingizov     | TJK Tajiquistão | 29.10 |       |
| 7    | 2    | Ibrahim Shameel       | MDV Maldivas    | 29.28 |       |
| 8    | 4    | Mamadou Cisse         | GUI Guiné       | 29.29 |       |

### Eliminatória 4
| Pos. | Raia | Nome              | País                | Tempo | Notas |
| ---- | ---- | ----------------- | ------------------- | ----- | ----- |
| 1    | 4    | Stewart Glenister | ASA Samoa Americana | 25.45 |       |
| 2    | 3    | Hamza Abdo        | PLE Palestina       | 25.60 |       |
| 3    | 5    | Kyaw Zin          | MYA Mianmar         | 26.17 |       |
| 4    | 6    | Tural Abbasov     | AZE Azerbaijão      | 26.31 |       |
| 5    | 1    | Ponloeu Hemthon   | CAM Camboja         | 27.39 |       |
| 6    | 7    | Prasiddha Shah    | NEP Nepal           | 27.59 |       |
| 7    | 8    | Gilbert Kaburu    | UGA Uganda          | 27.72 |       |
| 8    | 2    | Ahmed Adam        | SUD Sudão           | 30.12 |       |

### Eliminatória 5
| Pos. | Raia | Nome                 | País                                | Tempo | Notas |
| ---- | ---- | -------------------- | ----------------------------------- | ----- | ----- |
| 1    | 7    | Alain Brigion Tobe   | CMR Camarões                        | 24.53 |       |
| 2    | 5    | Sidni Hoxha          | ALB Albânia                         | 24.56 |       |
| 3    | 4    | Zane Jordan          | ZAM Zâmbia                          | 24.82 |       |
| 4    | 3    | Andrey Molchanov     | TKM Turcomenistão                   | 25.02 |       |
| 5    | 6    | Kerson Hadley        | FSM Estados Federados da Micronésia | 25.34 |       |
| 6    | 1    | John Kamyuka         | BOT Botsuana                        | 25.54 |       |
| 7    | 2    | Adil Baig            | PAK Paquistão                       | 25.66 |       |
| 8    | 8    | Olivier Kouassi Brou | CIV Costa do Marfim                 | 26.08 |       |

### Eliminatória 6
| Pos. | Raia | Nome              | País                      | Tempo | Notas |
| ---- | ---- | ----------------- | ------------------------- | ----- | ----- |
| 1    | 4    | Yellow Yei Yah    | NGR Nigéria               | 24.00 |       |
| 2    | 5    | Rodion Davelaar   | AHO Antilhas Neerlandesas | 24.21 |       |
| 3    | 6    | Anas Hamadeh      | JOR Jordânia              | 24.40 |       |
| 4    | 2    | Luke Hall         | SWZ Suazilândia           | 24.41 |       |
| 5    | 1    | Daniel Lee        | SRI Sri Lanka             | 24.92 |       |
| 6    | 7    | Chakyl Camal      | MOZ Moçambique            | 24.93 | NR    |
| 7    | 8    | Niall Roberts     | GUY Guiana                | 25.13 |       |
| 8    | 3    | Mohamed Attoumane | COM Comores               | 29.63 |       |

### Eliminatória 7
| Pos. | Raia | Nome              | País                         | Tempo | Notas |
| ---- | ---- | ----------------- | ---------------------------- | ----- | ----- |
| 1    | 4    | Oliver Elliot     | CHI Chile                    | 22.75 |       |
| 2    | 2    | Norbert Trandafir | ROU Romênia                  | 22.80 |       |
| 3    | 8    | Árni Már Árnason  | ISL Islândia                 | 22.81 | NR    |
| 4    | 5    | Jevon Atkinson    | JAM Jamaica                  | 22.83 |       |
| 5    | 6    | Stanislav Kuzmin  | KAZ Cazaquistão              | 22.91 |       |
| 6    | 3    | Martyn Forde      | BAR Barbados                 | 23.08 |       |
| 7    | 1    | Joshua Laban      | ISV Ilhas Virgens Americanas | 23.28 |       |
| 8    | 7    | Vitaly Vasilev    | KGZ Quirguistão              | 24.02 |       |

### Eliminatória 8
| Pos. | Raia | Nome                            | País                     | Tempo | Notas |
| ---- | ---- | ------------------------------- | ------------------------ | ----- | ----- |
| 1    | 4    | Flori Lang                      | SUI Suíça                | 22.27 |       |
| 2    | 8    | Jacinto de Jesus Ayala Benjamin | DOM República Dominicana | 22.57 |       |
| 3    | 3    | Yuriy Yegoshin                  | UKR Ucrânia              | 22.77 |       |
| 4    | 1    | Mohammad Madwa                  | KUW Kuwait               | 22.83 |       |
| 5    | 6    | Jonathan Javier Camacho Riera   | VEN Venezuela            | 22.87 |       |
| 6    | 5    | Francisco Picasso               | URU Uruguai              | 23.01 |       |
| 7    | 2    | Elvis Vereance Burrows          | BAH Bahamas              | 23.19 |       |
| 8    | 7    | Rolandas Gimbutis               | LTU Lituânia             | 24.36 |       |

### Eliminatória 9
| Pos. | Raia | Nome             | País             | Tempo | Notas |
| ---- | ---- | ---------------- | ---------------- | ----- | ----- |
| 1    | 1    | David Dunford    | KEN Quênia       | 22.29 |       |
| 2    | 5    | Miko Mälberg     | EST Estônia      | 22.37 |       |
| 3    | 3    | Li Cai           | CHN China        | 22.50 |       |
| 3    | 7    | Alessandro Calvi | ITA Itália       | 22.50 |       |
| 5    | 2    | Andrei Radzionau | BLR Bielorrússia | 22.65 |       |
| 6    | 8    | Daniel Coakley   | PHI Filipinas    | 22.69 |       |
| 7    | 5    | Virdhawal Khade  | IND Índia        | 22.73 |       |
| 8    | 4    | Camilo Becerra   | COL Colômbia     | 22.93 |       |

### Eliminatória 10
| Pos. | Raia | Nome                  | País              | Tempo | Notas |
| ---- | ---- | --------------------- | ----------------- | ----- | ----- |
| 1    | 4    | Jernej Godec          | SLO Eslovênia     | 22.21 |       |
| 2    | 5    | Apostolos Tsagkarakis | GRE Grécia        | 22.39 |       |
| 3    | 6    | Richard Hortness      | CAN Canadá        | 22.42 |       |
| 4    | 7    | Yoris Grandjean       | BEL Bélgica       | 22.45 |       |
| 5    | 1    | Matti Rajakyla        | FIN Finlândia     | 22.48 |       |
| 6    | 3    | Robert Lijesen        | NED Países Baixos | 22.51 |       |
| 7    | 2    | Jakob Sciøtt Andkjær  | DEN Dinamarca     | 22.52 |       |
| 8    | 8    | José Martin Meolans   | ARG Argentina     | 22.58 |       |

### Eliminatória 11
| Pos. | Raia | Nome                | País                  | Tempo | Notas |
| ---- | ---- | ------------------- | --------------------- | ----- | ----- |
| 1    | 5    | César Cielo Filho   | BRA Brasil            | 21.47 | Q, OR |
| 2    | 1    | George Bovell       | TRI Trinidad e Tobago | 21.77 | Q     |
| 3    | 4    | Garrett Weber-Gale  | USA Estados Unidos    | 21.95 | Q     |
| 4    | 7    | Nicholas Santos     | BRA Brasil            | 22.00 | Q     |
| 5    | 3    | Duje Draganja       | CRO Croácia           | 22.05 | Q     |
| 6    | 6    | Bartosz Kizierowski | POL Polônia           | 22.15 | Q     |
| 7    | 2    | Javier Noriega      | ESP Espanha           | 22.33 |       |
| 8    | 8    | Kaan Tayla          | TUR Turquia           | 22.66 |       |

### Eliminatória 12
| Pos. | Raia | Nome                 | País               | Tempo | Notas |
| ---- | ---- | -------------------- | ------------------ | ----- | ----- |
| 1    | 4    | Amaury Leveaux       | FRA França         | 21.46 | Q, OR |
| 2    | 3    | Stefan Nystrand      | SWE Suécia         | 21.75 | Q     |
| 2    | 5    | Ben Wildman-Tobriner | USA Estados Unidos | 21.75 | Q     |
| 4    | 7    | Rafed Ziad El-Masri  | GER Alemanha       | 21.96 | Q     |
| 5    | 6    | Krisztian Takacs     | HUN Hungria        | 22.14 | Q     |
| 6    | 2    | Gideon Louw          | RSA África do Sul  | 22.17 | Q     |
| 7    | 1    | Andrey Grechin       | RUS Rússia         | 22.20 |       |
| 8    | 8    | Mohamed El Nady      | EGY Egito          | 23.92 |       |

### Eliminatória 13
| Pos. | Raia | Nome            | País              | Tempo | Notas |
| ---- | ---- | --------------- | ----------------- | ----- | ----- |
| 1    | 3    | Roland Schoeman | RSA África do Sul | 21.76 | Q     |
| 2    | 5    | Alain Bernard   | FRA França        | 21.78 | Q     |
| 3    | 4    | Eamon Sullivan  | AUS Austrália     | 21.79 | Q     |
| 4    | 2    | Ashley Callus   | AUS Austrália     | 22.11 | Q     |
| 5    | 1    | Evgeniy Lagunov | RUS Rússia        | 22.30 |       |
| 6    | 6    | Mark Foster     | GBR Grã-Bretanha  | 22.35 |       |
| 6    | 8    | Salim Iles      | ALG Argélia       | 22.35 |       |
| 8    | 7    | Steffen Deibler | GER Alemanha      | 22.67 |       |

## Semifinais

### Semifinal 1
| Pos. | Raia | Nome                | País                  | Tempo | Notas |
| ---- | ---- | ------------------- | --------------------- | ----- | ----- |
| 1    | 4    | César Cielo Filho   | BRA Brasil            | 21.34 | Q, OR |
| 2    | 5    | Stefan Nystrand     | SWE Suécia            | 21.71 | Q     |
| 3    | 6    | Eamon Sullivan      | AUS Austrália         | 21.75 | Q     |
| 4    | 1    | Krisztian Takacs    | HUN Hungria           | 21.84 |       |
| 5    | 7    | Duje Draganja       | CRO Croácia           | 21.85 |       |
| 6    | 3    | George Bovell       | TRI Trinidad e Tobago | 21.86 |       |
| 7    | 8    | Gideon Louw         | RSA África do Sul     | 21.97 |       |
| 8    | 2    | Rafed Ziad El-Masri | GER Alemanha          | 22.09 |       |

### Semifinal 2
| Pos. | Raia | Nome                 | País               | Tempo | Notas |
| ---- | ---- | -------------------- | ------------------ | ----- | ----- |
| 1    | 6    | Alain Bernard        | FRA França         | 21.54 | Q     |
| 2    | 1    | Ashley Callus        | AUS Austrália      | 21.68 | Q     |
| 3    | 3    | Roland Schoeman      | RSA África do Sul  | 21.74 | Q     |
| 4    | 4    | Amaury Leveaux       | FRA França         | 21.76 | Q     |
| 4    | 5    | Ben Wildman-Tobriner | USA Estados Unidos | 21.76 | Q     |
| 6    | 2    | Garrett Weber-Gale   | USA Estados Unidos | 22.08 |       |
| 7    | 8    | Bartosz Kizierowski  | POL Polônia        | 22.12 |       |
| 8    | 7    | Nicholas Santos      | BRA Brasil         | 22.15 |       |

## Final
| #                 | Raia | Nome                 | País               | Tempo | Notas                                 |
| ----------------- | ---- | -------------------- | ------------------ | ----- | ------------------------------------- |
| Medalha de ouro   | 4    | César Cielo Filho    | BRA Brasil         | 21.30 | Recorde olímpico · Recorde da América |
| Medalha de prata  | 1    | Amaury Leveaux       | FRA França         | 21.45 |                                       |
| Medalha de bronze | 5    | Alain Bernard        | FRA França         | 21.49 |                                       |
| 4                 | 3    | Ashley Callus        | AUS Austrália      | 21.62 |                                       |
| 5                 | 8    | Ben Wildman-Tobriner | USA Estados Unidos | 21.64 |                                       |
| 6                 | 7    | Eamon Sullivan       | AUS Austrália      | 21.65 |                                       |
| 7                 | 2    | Roland Schoeman      | ZAF África do Sul  | 21.67 | Recorde africano                      |
| 8                 | 6    | Stefan Nystrand      | SWE Suécia         | 21.72 |                                       |

Legenda
| Recorde mundial      | Recorde mundial (World record)               |                       | Recorde africano                      | Recorde africano (African) |                                           | Q | Classificado por posição (Qualified) |
| Recorde olímpico     | Recorde olímpico (Olympic record)            | Recorde da América    | Recorde da América (Americas)         | q                          | Classificado por melhor tempo (Qualified) |   |                                      |
| Melhor marca do ano  | Melhor marca do ano (World leading)          | Recorde asiático      | Recorde asiático (Asian)              | DNS                        | Não largou (Did not start)                |   |                                      |
| Recorde nacional     | Recorde nacional (National record)           | Recorde europeu       | Recorde europeu (European)            | DNF                        | Não terminou (Did not finish)             |   |                                      |
| Recorde pessoal      | Recorde pessoal do atleta (Personal best)    | Recorde da Oceania    | Recorde da Oceania (Oceania)          | DSQ / DQ                   | Desclassificado (Disqualified)            |   |                                      |
| Recorde da temporada | Recorde da temporada do atleta (Season best) | Recorde sul-americano | Recorde sul-americano (South America) | NM                         | Sem marca (No mark)                       |   |                                      |